# Istocheta cinerea
Istocheta cinerea is een vliegensoort uit de familie van de sluipvliegen (Tachinidae). De wetenschappelijke naam van de soort is voor het eerst geldig gepubliceerd in 1850 door Justin Pierre Marie Macquart.